# 翠川三郎
翠川 三郎（みどりかわ さぶろう、1953年3月 - ）は、日本の地震工学者。東京工業大学名誉教授。元地域安全学会会長。

## 経歴
東京都生まれ。1975年東京工業大学工学部建築学科卒業。1980年東京工業大学大学院総合理工学研究科博士課程修了、日本学術振興会奨励研究員。1981年東京工業大学大学院総合理工学研究科助手。1988年東京工業大学大学院総合理工学研究科助教授。1995年東京工業大学大学院総合理工学研究科教授。1999年文部科学省地震調査研究推進本部地震調査委員会強震動評価部会委員。2003年内閣府中央防災会議首都圏直下地震対策専門調査会委員。2005年地域安全学会会長。

## 著書
- 『強震動 : 観測記録とその特性』朝倉書店 2018年

## 編書
- 『都市震災マネジメント』朝倉書店 2008年

## 受賞
- 2000年 - 日本建築学会賞（論文）[2]
- 2001年 - 横浜市災害防止功労者[4]
- 2007年 - 文部科学大臣表彰科学技術賞（研究部門）[2]
- 2008年 - 経済産業大臣表彰原子力安全功労者[4]
- 2011年 - 防災担当大臣表彰防災功労者[4]
- 2013年 - 地域安全学会技術賞[4]
- 2015年 - 日本地震工学会論文賞[4]
- 2017年 - 日本地震工学会論文賞[4]
- 2019年 - 日本地震工学会功績賞[4]